# منتخب أستراليا تحت 19 سنة لكرة السلة للسيدات
منتخب أستراليا تحت 19 سنة لكرة السلة للسيدات (بالإنجليزية: Australia women's national under-19 basketball team)‏ هو ممثل أستراليا الرسمي في المنافسات الدولية في كرة السلة للسيدات تحت 19 سنة.